# Arvo Kuddo
Arvo Kuddo (* 20. November 1954 in Tartu) ist ein estnischer Wirtschaftswissenschaftler und Politiker.

## Leben, Wirtschaft, Politik
Arvo Kuddo schloss 1978 sein Studium an der Wirtschaftswissenschaftlichen Fakultät der Universität Moskau ab. 1981 promovierte er zum Kandidaten der Wirtschaftswissenschaft in Moskau.
Von 1981 bis 1990 war Kuddo als Wissenschaftlicher Mitarbeiter am Wirtschaftsinstitut der Akademie der Wissenschaften der Estnischen SSR tätig.
Nach der Wiedererlangung der estnischen Unabhängigkeit spielte Kuddo eine wichtige Rolle bei der Transformation von sowjetischer Diktatur und Planwirtschaft zu Demokratie und Marktwirtschaft. Von April 1990 bis Oktober 1991 war Kuddo im Kabinett von Ministerpräsident Edgar Savisaar Sozialminister der Republik Estland, anschließend bis Januar 1992 Arbeitsminister. Von Januar bis Oktober 1992 war Kuddo Arbeitsminister im Kabinett von Ministerpräsident Tiit Vähi.
1993 wurde Kuddo Mitarbeiter der Eesti Pank, bevor er 1994/95 als Wirtschaftswissenschaftler an das World Institute for Development Economics Research in Helsinki ging. Seit 1995 ist Kuddo im Bereich Arbeitswissenschaften bei der Weltbank tätig.
Er hat zahlreiche wissenschaftliche Arbeiten zu seinen Spezialgebieten Sozialpolitik und Demographie vorgelegt.